# ثيودور تريسي فيرتشايلد
ثيودور تريسي فيرتشايلد هو سياسي أمريكي، ولد في 22 يونيو 1865، وتوفي في 17 أكتوبر 1950. نشط حزبياً في الحزب الجمهوري. وقد انتخب عضو مجلس ولاية نيفادا ‏.